# Jonathan Joseph-Augustin
Jonathan 'Jo' Joseph-Augustin (13 mei 1981, Tremblay-les-Gonesse) is een Frans voetballer.
De verdediger deed zijn jeugdopleiding bij Villepinte, Clairefontaine en En Avant Guingamp.
In juli 2000 maakt hij zijn eersteklassedebuut tegen Saint-Étienne met onder andere Didier Drogba en Edwin Van Ankeren ook in de ploeg . Na 15 wedstrijden in de competitie werd hij in 2003 uitgeleend aan tweedeklasser Grenoble Foot (36 wedstrijden). Sinds 2004 speelde hij voor reeksgenoot Niort FC (32 wedstrijden). In 2005 tekende hij bij de Belgische eersteklasser SK Beveren, waar hij basisspeler was. Op vrijdag 29 juni 2007 tekende hij een contract voor drie jaar KSV Roeselare. Hij bleef er echter maar een half jaar, waardoor hij in januari 2008 bij het Duitse Rot-Weiss Essen belandde. In 2010 keerde hij terug in eigen land en speelde voor AS Moulins, waarna hij in 2012 weer voor een buitenlands avontuur koos bij FC Edmonton in Canada.
Hij was Frans belofteninternational en nam deel aan het WK 2001 in Argentinië. Hij werd ook opgeroepen bij de onder 17-jarigen voor het toernooi van Porto in 1998 en vriendschappelijk tegen Zwitserland, Duitsland en 2x Turkije.

## Carrière
- jeugd: INF Clairefontaine
- 2000-2004: EA Guingamp
  - 2003-2004: Grenoble Foot (huur)
- 2004-2005: Chamois Niortais FC
- 2005-2007: KSK Beveren
- 2007-2008: SV Roeselare
- 2008: Rot-Weiss Essen
- 2010-2011 : AS Moulins
- 2012: FC Edmonton